# The Three Burials of Melquiades Estrada
The Three Burials of Melquiades Estrada (bra: Três Enterros; prt: Os Três Enterros de um Homem) é um filme franco-estadunidense de 2005, dos gêneros drama, faroeste e policial, dirigido por Tommy Lee Jones, com roteiro de Guillermo Arriaga inspirado no assassinato do adolescente Esequiel Hernández Jr pelos Fuzileiros Navais dos Estados Unidos durante uma operação militar perto da fronteira Estados Unidos-México.

## Elenco
- Tommy Lee Jones... Pete Perkins
- Barry Pepper... Mike Norton
- Julio Cedillo... Melquiades Estrada
- Dwight Yoakam... Xerife Belmont
- January Jones... Lou Ann Norton
- Melissa Leo... Rachel
- Vanessa Bauche... Mariana
- Levon Helm... Senhor com rádio
- Mel Rodriguez... Capitão Gómez
- Cecilia Suárez... Rosa
- Ignacio Guadalupe... Lucio